# Fundusz Rezerwy Demograficznej
Fundusz Rezerwy Demograficznej (FRD) – fundusz powołany został ustawą z dnia 13 października 1998 r. o systemie ubezpieczeń społecznych.
Fundusz został utworzony w 2002 r. jako państwowy rezerwowy fundusz emerytalny mający zabezpieczać stabilność systemu emerytalnego i łagodzić problemy związane ze starzeniem się społeczeństwa.
Gospodarka finansowa funduszu odbywa się na podstawie wieloletniej prognozy kroczącej dochodów i wydatków funduszu emerytalnego. Podstawą prognozy są założenia dotyczące sytuacji demograficznej i społeczno-ekonomicznej kraju, a zwłaszcza założenia dotyczące płodności, umieralności, wzrostu gospodarczego, wysokości zarobków, migracji, inflacji, stopy bezrobocia, struktury populacji w podziale na poszczególne grupy zawodowe oraz grupy znajdujące się poza siłą roboczą, oraz wskaźniki waloryzacji składek i świadczeń wypłacanych z ubezpieczeń społecznych.